# Dinumma combusta
Dinumma combusta är en fjärilsart som beskrevs av Walker 1865. Dinumma combusta ingår i släktet Dinumma och familjen nattflyn. Inga underarter finns listade i Catalogue of Life.